# Patrioten-Marsch
Patrioten-Marsch (Patriotmarsch), op. 8, är en marsch av Johann Strauss den yngre.

## Historia
Tyrolerkrögaren Franz Lechner hade bjudit in sina landsmän till en "utomordentlig Tyroler-Glädjefest" den 18 augusti 1845 på nöjesetablissemanget Tivoli i stadsdelen Obermeidling (dagens Meidling). Tivoli, som låg i närheten av slottet Schönbrunn, hade sett sina bästa dagar: tiden var sedan länge förbi då en påhittig entreprenör arrangerade utfärder med nobla droskor nedför kullens sluttning och därmed lockade dit folk i massor i den för övrigt rätt ensliga trakten. (Fadern Johann Strauss den äldre komponerade den gången "Tivoli-Rutsch-Walzer", op. 39.) Nu ämnade Lechner anordna en Glädjefest för alla tyrolare i Wien och deras vänner: minnet av nationalhjälten Andreas Hofer från frihetskriget 1809 skulle ihågkommas och en storartad festkuliss byggdes upp. Den absolut nödvändiga musiken till en sådan fest skulle bestå av, förutom ett militärkapell, Johann Strauss och hans orkester. Lechners förhoppningar om en massinvasion av besökare besannades med råge: den 21 augusti kunde tidningen "Theaterzeitung" rapportera att mer än 3 000 besökare hade kommit till festen, som började på dagen och höll på långt in på följande natt. Det var den dittills största konserten som Strauss och hans orkester hade medverkat vid och han hade noga förberett sig för detta uppdrag.
Under sommaren 1845 stärkte Strauss sin position i Wiens musikliv då han accepterade inbjudan från Wiens 2:a Borgarregemente att bli dess kapellmästare. Detta step uppåt i karriären ökade bara på folkets vetskap om den rivalitet som rådde mellan Johann och hans fader, då den senare var kapellmästare för det 1:a regementet. Som ett tack för äran som vederfarits honom tillägnade Strauss sin Patrioten-Marsch till regementet och framförde den tillsammans med valsen Berglieder op. 18.

## Om marschen
Speltiden är ca 2 minuter och 37 sekunder plus minus några sekunder beroende på dirigentens musikaliska tolkning.

## Weblänkar
- Dynastin Strauss 1845 med kommentarer om Slaget vid Bergisel och Andreas Hofer
- Patrioten-Marsch i Naxos-utgåvan.